# Brachylophus
Brachylophus là một chi thằn lằn gồm 3 loài cự đà còn sinh tồn, bản địa của các đảo thuộc Fiji và một loài khổng lồ tuyệt chủng ở Tonga. Một trong ba loài sinh tồn hiện cũng có mặt ở Tonga, nơi nó được con người du nhập đến.